# Michel Ragon
Pour les articles homonymes, voir Ragon.
 (juin 2014).
Michel Ragon (Marseille, 24 juin 1924 – Suresnes, 14 février 2020), né le , est un écrivain, critique d'art, critique littéraire et historien de l'architecture français.
Autodidacte et libertaire, il s'intéresse en particulier à la littérature prolétarienne et à l'histoire de l'anarchisme.

## Biographie

### Enfances vendéennes, adolescence nantaise (1924-1945)
Michel Ragon naît par hasard à Marseille mais passe toute son enfance à Fontenay-le-Comte dans une famille paysanne vendéenne misérable.
Orphelin de père à 8 ans, il arrive à 14 ans avec sa mère à Nantes où il exerce plusieurs petits métiers (garçon de courses, aide-comptable, mécanicien, emballeur…). Déjà passionné de lecture depuis son enfance, il découvre de nouveaux auteurs (Rousseau, Hugo, Verne, Gide…) grâce entre autres aux bibliothèques des appartements que sa mère est chargée de garder. Dans cette grande ville de Nantes, il découvre également la peinture au Musée des beaux-arts de Nantes, où il se rend souvent, ainsi que la musique classique au Théâtre Graslin.
En 1943, à 19 ans, il rencontre les poètes de l'école de Rochefort, Jean Bouhier et René-Guy Cadou et le peintre James Guitet qui restera son ami. Fin 1943, auteur de tracts contre l'occupant allemand, il est recherché par la Gestapo. Prévenu à temps, il s'échappe de justesse et retourne se cacher dans sa famille, dans le bocage vendéen.
Il rentre à Nantes en 1944. Mais il n'y reste pas longtemps. Avide de connaissances, de rencontres et de nouveaux horizons, il monte à Paris en 1945.

### Aventures parisiennes (1945-1964)
À Paris, Michel Ragon déborde d'activité.
Pendant vingt ans, il continue à gagner sa vie en exerçant de « drôles de métiers » : il est tour à tour manœuvre dans une fonderie, peintre en bâtiment et commis-libraire, avant de devenir bouquiniste sur les quais de la Seine (1954-1964).
Parallèlement à ces activités alimentaires, il publie des poèmes (de 1945 à 1954), des romans (de 1953 à 1968) et, avec son ami Robert Giraud, cosigne un livre de photographies de Robert Doisneau, Les Parisiens tels qu'ils sont (1954), une des premières publications de Robert Delpire.
Mais surtout, sa nouvelle existence est faite de rencontres, de découvertes, de voyages. C'est à partir de cette insatiable curiosité des êtres humains et des choses que Ragon va publier des milliers d'articles dans d'innombrables revues et des essais par lesquels il se consacre à faire partager ses enthousiasmes : la littérature prolétarienne, l'anarchisme, l'art abstrait, l'architecture, le dessin satirique.

### La reconnaissance (1964-2008)
Michel Ragon devient un critique et historien de l'art et de l'architecture modernes renommé. Cela lui permet à partir de 1964 de quitter son emploi de bouquiniste. Il voyage de plus en plus (Japon, Amérique du Nord et du Sud, Israël, Algérie, Cuba, URSS…), devient consultant, rédige un rapport pour l'OMS, est commissaire d'expositions (en 1967 à la Biennale de Sao Paulo, en 1968 à la Biennale de Venise), conférencier pour le ministère des Affaires étrangères grâce à André Malraux (rencontré alors qu'il était bouquiniste), directeur de collection chez Casterman.
Convié comme professeur-invité à l'université de Montréal à partir de 1970, bien qu'il n'ait que son certificat d'études primaires, il devient ensuite professeur à l'École nationale supérieure des arts décoratifs de Paris. Sur sa lancée, il soutient un doctorat d'État à la Sorbonne en 1975, à plus de cinquante ans, puis enseigne en tant que professeur de l'enseignement supérieur jusqu'à sa retraite en 1985.
Ses voyages et son ascension sociale n'ont pas coupé Michel Ragon de ses racines populaires vendéennes. Dans les années 1980, il commence à écrire des romans qui constituent le « cycle vendéen » : L'Accent de ma mère, Ma sœur aux yeux d'Asie, Les Mouchoirs rouges de Cholet, La Louve de Mervent, Le Marin des Sables, Le Cocher du Boiroux… Ces romans rencontrent un grand succès populaire. Ragon réussit alors ce qu'il reconnaissait à son ami Bernard Clavel :

« Bernard Clavel est sans doute aujourd'hui l'écrivain prolétarien qui a le mieux "réussi", c'est-à-dire qu'il a réussi la difficile équation d'être lu par des lecteurs qui appartiennent au même monde que les personnages de ses romans. »

### Mort
Il meurt en 2020 à Suresnes, à 95 ans. Il est inhumé au cimetière du Montparnasse (division 11).

## Les enthousiasmes de Michel Ragon

### La littérature prolétarienne
Alors qu'il vit encore à Nantes, Michel Ragon, très impressionné par la lecture de Jean Guéhenno (Caliban parle), découvre que l'exercice de la littérature n'est pas réservé à la bourgeoisie. Il entame une correspondance avec des écrivains autodidactes comme lui, Ludovic Massé, Émile Guillaumin, et surtout Henry Poulaille. Il commence une étude sur Les Écrivains du peuple.
En arrivant à Paris en 1945, il s'empresse d'aller rencontrer Poulaille à son bureau des éditions Grasset. Grâce à l'accueil chaleureux de celui-ci, il rencontre de nombreux écrivains prolétariens. Profitant de la jeunesse enthousiaste de Ragon, Poulaille espère alors reformer le groupe des écrivains prolétariens dispersé par la guerre, notamment autour de la revue Les Cahiers du peuple (1946-1947) dont Ragon est le rédacteur en chef.
Ragon devient l'historien de la littérature prolétarienne : il publie en 1947 son premier livre, Les Écrivains du peuple, qui reçoit un bon accueil, et qu'il retravaillera à plusieurs reprises. Il publie des articles dans les revues Maintenant (Poulaille), Les Cahiers du travail (48-50), Peuple et Poésie (Jean L'Anselme) (48-50). En 1953 il publie une nouvelle version de son ouvrage, titré Histoire de la littérature ouvrière.
« Le milieu intellectuel n'est pas forcément antagoniste avec le milieu prolétarien. Le monde des livres n'est pas nocif au monde du travail », affirme-t-il à Thierry Maricourt.
De 1958 à 1974, pris par d'autres passions, brouillé avec Poulaille à cause de ses goûts artistiques trop modernes, il cesse d'écrire sur la littérature prolétarienne. Il y revient en 1974 avec son Histoire de la littérature prolétarienne de langue française (dont une édition augmentée paraîtra en 1986). En 1979, il renoue avec Henry Poulaille, juste avant son décès. Il préface son roman paru à titre posthume (1980), Seul dans la vie à 14 ans.
Il parraine le Salon du livre d'expression populaire et de critique sociale d'Arras et il est président d'honneur de la Société Octave Mirbeau.

### La Voie libertaire
Lorsque Michel Ragon débarque à Paris à la Libération, le milieu des écrivains prolétariens et le milieu anarchiste sont intimement liés. Henry Poulaille fait rencontrer à Ragon Rirette Maitrejean et Édouard Dolléans. Il se lie d'amitié avec le poète Armand Robin qui lui fait lire Le Libertaire, et l'oriente vers la Fédération anarchiste où il rencontre Maurice Joyeux, Georges Brassens et bien d'autres. Il rencontre Georges Conchon, Daniel Guérin, Gaston Leval…
Admirateur de Rousseau, de Proudhon et de Fourier, au début des années 1950, il rencontre Louis Lecoin, qui est à l'époque une vieille figure du militantisme anarchiste. Entre 1951 et 1955, Ragon publiera de nombreux articles dans la revue Défense de l'homme, fondée par Lecoin en 1948. En organisant une vente de tableaux afin de réunir la somme d'argent nécessaire, Ragon aide à nouveau Lecoin à fonder un nouveau journal, Liberté, pour médiatiser la lutte en faveur de l'objection de conscience. Il affirme à nouveau son antimarxisme dans le pamphlet Karl Marx publié en 1959. En 1962, il soutient Louis Lecoin en grève de la faim pour obtenir un statut pour les objecteurs de conscience. Michel Ragon écrit :

« Maurice Joyeux et Louis Lecoin furent sans doute les deux anarchistes pour lesquels j'ai éprouvé le plus d'amitié, ceux qui m'ont le plus appris, ceux qui m'ont le mieux convaincu de la justesse de leurs luttes. »

Dans la lignée de Louis Lecoin, on retrouvera par exemple cet engagement pacifiste de Ragon en 1990, lorsqu'il fait partie des premiers signataires à l'appel lancé par la Fédération anarchiste et l'Union pacifiste de France contre le recours à la force armée en Irak, ainsi que dans un entretien paru alors dans Le Monde libertaire.
Dans ses différents métiers, il exerce une activité syndicale. Dès 1946 il écrit dans des journaux comme Le Monde ouvrier ou L'Émancipation paysanne. En 1955, il devient secrétaire du Syndicat des bouquinistes. De 1966 à 1969 il est président du Syndicat des critiques d'art (AICA-France), puis président de l'AICA (Association internationale des critiques d'art). Dans les années 1970 jusqu'en 1985, devenu enseignant, il est membre du SGEN-CFDT (syndicat qui, s'il est réformiste aujourd'hui, avait alors une histoire autogestionnaire).
Dans les années 1980, il collabore au Monde libertaire et défend Radio libertaire quand celle-ci est plusieurs fois menacée d'interdiction.
Ragon n'est pas un théoricien de l'anarchisme. Pour lui, l'anarchie est affaire de fidélité et d'amitiés (Louis Lecoin, Maurice Joyeux, mais aussi André Breton, Félix Fénéon, Jean Dubuffet, Noam Chomsky, John Cage, Daniel Cohn-Bendit, Georges Brassens, Léo Ferré, Albert Camus…).
En 1990, il publie La Mémoire des vaincus. « Bon nombre des figures de ce livre sont puisées dans la réalité, en particulier celle de Poulaille ».

### La critique d'art
Ami dès 1943-1944 des peintres nantais James Guitet et Martin Barré, Michel Ragon fréquente dès 1946 les galeries parisiennes où il découvre les toiles de jeunes peintres abstraits alors totalement inconnus : Hans Hartung, Jean-Michel Atlan, Pierre Soulages, Serge Poliakoff, Gérard Schneider…
Il est aussi un des premiers amateurs de l'art brut : dès 1946 il rencontre Gaston Chaissac et lui consacre un article dans la revue de Poulaille, Maintenant. Il devient ami de Jean Dubuffet. En 1983, il préfacera un catalogue pour La Fabuloserie de son ami l'architecte Alain Bourbonnais.
Il devient également en 1949 le correspondant français des artistes du groupe Cobra (Jorn, Dotremont, Appel, Corneille, Constant, Pierre Alechinsky…). À cette occasion, il voyage au Danemark.
Comme il est un des rares à s'intéresser alors à tous ces artistes abstraits ou « informels », il devient critique d'art par hasard, par amitié… À partir de 1948, il publie des articles plus ou moins régulièrement dans les revues Arts, Neuf (revue de Robert Delpire), Le Jardin des arts, Arts-Loisirs, Galerie des Arts, Les Échos. Il anime la revue Cimaise (revue de l'art abstrait) de 1953 à 1963, puis de 1967 à 1974. Il publie L'Aventure de l'art abstrait en 1956. Dans les années 1950 et 1960, il continue à défendre de nouveaux peintres et sculpteurs : Jean Fautrier, Marta Pan, Alexander Calder, Francis Bacon, Louise Nevelson, des peintres de l'école de New York (Franz Kline, Mark Rothko, Robert Rauschenberg, Jasper Johns), Antonio Saura, Dado, Jacques Poli…
Cet intérêt pour des formes d'art peu prolétariennes amènera sa brouille avec Henry Poulaille. Mais Ragon n'a jamais accepté de se laisser enfermer dans aucune chapelle, il s'intéresse à de multiples sujets : la musique contemporaine (Iannis Xenakis, Olivier Messiaen, Eric Satie…), la danse contemporaine (Maurice Béjart), le théâtre d'avant-garde (Arthur Adamov, René de Obaldia…, puis Tadeusz Kantor).
Il publie plusieurs ouvrages consacrés au dessin d'humour et à la caricature. Ses amis dessinateurs l'élisent président d'honneur de la SPH (Société protectrice de l'humour) de 1967 à 1976. Il est membre du comité d'honneur de la Maison internationale des poètes et des écrivains de Saint-Malo.

### L'architecture
À partir du milieu des années 1960, il ralentit peu à peu son activité de critique d'art pour se consacrer à l'histoire de l'architecture, et à l'urbanisme, notamment celui imaginé par les grands utopistes à partir du XIXe siècle (le phalanstère de Fourier, Jean-Baptiste André Godin ou l'unité d'habitation de Le Corbusier), mais aussi celui rencontré dans ses nombreux voyages (Japon, États-Unis, Argentine, Brésil, URSS…). Passionné par Le Corbusier et Marino Di Teana dont il fait l'éloge dans son livre 50 ans d'art vivant, il fonde en 1965 le GIAP (Groupe international d'architecture prospective) avec des architectes de France (Paul Maymont, Guy Rottier, Jean-Louis Chanéac, Yona Friedman), de Suisse (Walter Jonas, Pascal Haüsermann), du Japon (Kenzō Tange, Akira Kurosawa), de Grande-Bretagne (groupe Archigram, Quarmby), d'Allemagne (Frei Otto), du Mexique (Mathias Goeritz) et d'Italie (Manfredi Nicoletti). Il publie de nombreux livres, des chroniques dans L'Express et dans la revue Planète.
À partir de 1964, il commence à vivre de son travail de recherche et quitte son emploi de bouquiniste.

### Le retour aux racines vendéennes
À la suite du décès de sa mère en 1976, Michel Ragon commence à écrire un roman qui paraît en 1980 : L'Accent de ma mère. Ce récit rencontre un grand succès, et Ragon continue son travail de mémoire familiale par un roman sur sa demi-sœur ramenée d'Indochine par son père militaire (Ma sœur aux yeux d'Asie, 1982). Avec l'appétit de lectures et de recherches qui le caractérise, Ragon va vite dépasser le cadre familial de ces deux romans. Comme l'écrit Aliette Armel, « il étend très vite son devoir de mémoire au-delà de sa propre famille. Confronté aux guerres de Vendée, il est frappé par une évidence : il s'agit d'une révolte paysanne et non d'un soulèvement fomenté par l'aristocratie et les prêtres… ».
À travers ses romans (Les Mouchoirs rouges de Cholet, La Louve de Mervent, Le Marin des Sables, Le Cocher du Boiroux…), à travers des essais (1793. L'insurrection vendéenne et les malentendus de la liberté), des préfaces (Hervé Louboutin, Le Puy du Fou, une culture en fête, 1982 ; Actes du colloque "Vendée, chouannerie, littérature", université d'Angers), des entretiens (Enfances vendéennes, Ma Vendée), Ragon entreprend alors de « dépoussiérer » l'histoire mal connue de la Vendée.

Ce nouvel enthousiasme de Ragon a parfois été mal compris. Certains assimilent cet intérêt pour la Vendée à un rapprochement politique avec Philippe de Villiers. Pourtant, si ce dernier, en bon politicien, a logiquement tenté de s'annexer l'intérêt suscité par Ragon pour la Vendée, l'écrivain, lui, a toujours tenu des propos sans ambiguïté : 

« J’ai dépoussiéré la Vendée, je lui ai redonné une histoire qu’elle avait perdue, mais je pense qu’elle l’a reperdue aujourd’hui parce que toutes les tendances réactionnaires s’en sont emparées à nouveau. »

Ou ce propos de cet antimilitariste et pacifiste de toujours : « C'est une chose que j'ai reprochée, par exemple, à Philippe de Villiers pour son spectacle au Puy-du-Fou : les protestants n'y figurent pas. Il y a dans le texte du Puy-du-Fou une belle image d'une petite fille tambour dans l'armée de Stofflet qui fut tuée par l'armée républicaine. On aurait pu mettre en regard l'enfant Bara tué par les Vendéens. J'aurais aimé cette image de ces deux enfants victimes d'une guerre fratricide ».
Michel Ragon a été président du prix Ouest. En 2000, le conseil général de Vendée fait appel à lui pour l'organisation d'une exposition intitulée : « Le musée du XXe siècle de Michel Ragon », qui s'est tenue à l'hôtel du département à La Roche-sur-Yon. Il a été élu membre de l'Académie de Bretagne.

## Publications

### Poésie
- Prière pour un temps de calamité (poème illustré de 3 dessins de James Guitet), Les écrits libres, Limoges, 1945
- Au matin de la mer (préface de Jean Bouhier, frontispice de James Guitet), Les cahiers du CELAJ, 1945
- Deux poèmes, La Presse à bras, Paris, 1948
- Un poème, La Presse à bras, Paris, 1949
- Feux de camps, La Tour de feu, Jarnac, 1950
- Cosmopolites, éd. Imprimerie des poètes, coll. « Caractères », 1954, prix des Poètes 1954
- La Peau des Choses, poésie complète 1946-1957, Jean-Robert Arnaud, 1968

### Romans, récits (1repériode)
- Drôles de métiers, Albin Michel, 1953 (réédition Albin Michel 1986)
- Drôles de Voyages, Albin Michel, 1954
- Une place au soleil, Albin Michel, 1955
- Trompe-l'œil, Albin Michel, 1956
- Les Américains, Albin Michel, 1959
- Le Jeu de Dames, Albin Michel, 1960
- Les Quatre Murs, Albin Michel, 1966
- Nous sommes 17 sous une lune très petite, Albin Michel, 1968. Réédition, Édition Prolit's, 2023.

### Romans, récits (2depériode)
- L'Accent de ma mère, Albin Michel, 1980, grand prix du roman des écrivains de l'Ouest, Livre de Poche 1983
- Ma sœur aux yeux d'Asie, Albin Michel, 1982, Livre de Poche 1984
- Les Mouchoirs rouges de Cholet, Albin Michel, 1984, grand prix des lectrices de Elle, Goncourt du récit historique, prix Alexandre-Dumas, prix de l'Académie de Bretagne, Livre de Poche 1986
- La Louve de Mervent, Albin Michel, 1985, Livre de Poche 1987
- Le Marin des Sables, Albin Michel, 1987, Livre de Poche 1990
- L'Accent de ma mère (réédition augmentée), Plon, coll. « Terre humaine », 1989
- La Mémoire des vaincus, Albin Michel, 1990, Livre de Poche 1992
- Le Cocher du Boiroux, Albin Michel, 1992, Livre de Poche 1994
- Le Roman de Rabelais, Albin Michel, 1994, prix des Maisons de la Presse en 1994, Livre de Poche 1996
- Les coquelicots sont revenus, Albin Michel, 1996, Livre de Poche 1998
- Un si bel espoir, Albin Michel, 1999, Livre de Poche 2001
- Georges & Louise, Albin Michel, 2000, Livre de Poche 2002[17]
- Un rossignol chantait, Albin Michel, 2001, Livre de Poche 2003
- Un amour de Jeanne, Albin Michel, 2003, Livre de Poche 2004
- La Ferme d'en haut, Albin Michel, 2005, Livre de Poche 2007
- Les Livres de ma terre (réédition de 5 romans du cycle vendéen), Presses de la Cité, Omnibus, 2005
- Le Prisonnier, Albin Michel, 2007

### Dans la voie libertaire (critique littéraire, essais historiques et politiques)
- Les Écrivains du peuple, Jean Vigneau, 1947
- Histoire de la littérature ouvrière (du Moyen Âge à nos jours), Éditions ouvrières, coll. « Masses et militants », 1953
- Karl Marx, La Table Ronde, 1959
- Histoire de la littérature prolétarienne en France, Albin Michel, 1974
- Bernard Clavel, Éditions Seghers, coll. « Écrivains d’hier et d’aujourd’hui », 1975
- Ils ont semé nos libertés. Cent ans de droits syndicaux, préface d'Edmond Maire, avant-propos de Bernard Clavel, Syros / CFDT, 1984
- La Voie libertaire, Plon, 1991, texte intégral
- 1793. L'insurrection vendéenne et les malentendus de la liberté, Albin Michel, 1992
- Dictionnaire de l'Anarchie, Albin Michel, 2008
- Ils se croyaient illustres et immortels…, Albin Michel, 2011

### Récits de voyage
- L'Honorable Japon, Albin Michel, 1959
- J'ai vu vivre l'Angleterre, Librairie Arthème Fayard, 1960
- Milan, un guide intime, Autrement, 1987

### Entretiens
- Enfances vendéennes, éd. Ouest-France, coll. « Signatures », 1990 (réédition Seuil, Point-Virgule, 1992)
- J'en ai connu des équipages, entretien avec Claude Glayman, J.-C. Lattès, 1991
- Ma Vendée, entretiens avec Maurice Chavardès, éd. Christian de Bartillat, 1994
- D'une berge à l'autre (Pour mémoire 1943-1953), Albin Michel, 1995, Livre de Poche 1999

### Critique et histoire de l'art
- Expression et non-figuration, problèmes et tendances de l'art d'aujourd'hui, Editions de la revue Neuf, Delpire, 1951
- L’Aventure de l'art abstrait, Robert Laffont, 1956
- La Peinture actuelle, Librairie Arthème Fayard, 1959
- L’Encyclopédie des arts, Kister, coll. « Poche », 1962
- Nouvelle figuration II - Enrico Baj, John Christoforou, John Hultberg, Bengt Lindström, Jean Messagier, Irving Petlin, Marcel Pouget, Paul Rebeyrolle, Éditions Galerie Mathias Fels, 1962
- Naissance d'un art nouveau, Albin Michel, 1963
- Encyclopédie de poche : peinture, sculpture, architecture, éd. de la Grange-Batelière, Genève, 1963
- Les Grands Peintres racontés par eux-mêmes et par leurs témoins, éditions du Sud, coll. « Histoire de vivre », Paris, 1965
- Univers des Arts, 1965
- L’Expressionnisme (Histoire générale de la peinture, no 17), éd. Rencontres, Lausanne, 1966
- 34-39, L'avant-guerre, Culture-Art-Loisirs (Denoël ?), 1968
- 25 ans d'art vivant 1944-1969, Casterman, 1969
- L’Art pour quoi faire ?, Casterman, 1971
- L’Art abstrait, tome 3 (avec Michel Seuphor), Maeght, 1973
- L’Art abstrait, tome 4 (1945-1970) (avec Michel Seuphor), Maeght, 1974
- Peinture moderne et peinture contemporaine, Casterman, 1974 (directeur de publication)
- 25 ans d'art vivant : chronique vécue de l'art contemporain de l'abstraction au pop art, 1944-1969, (2e édition remaniée et augmentée), Galilée, Paris 1986
- Selection One : VIII : Expressionnisme, couleur et passion, Galerie Fabien Boulakia, Paris, 1987
- Les Années 1950 (numéro spécial de Connaissance des arts), 1988
- L’Art abstrait, tome 5 (avec Marcelin Pleynet), Maeght, 1988
- Journal de l'art abstrait, Skira, 1992
- Du côté de l'art brut, Albin Michel, Paris, 1996
- Le Regard et la mémoire, portraits-souvenirs de Atlan, Poliakoff, Dubuffet, Chaissac, Fautrier, Hartung, Albin Michel, Paris, 1997
- 50 ans d'art vivant : chronique vécue de la peinture et de la sculpture, 1950-2000, Fayard, 2001
- Les Années 1950-1960 : Gildas fardel, un collectionneur d'art abstrait, Fage, 2008
- Le Journal d’un critique d’art désabusé, Albin Michel, Paris, 2013

### Critique et histoire de l'architecture
- L’Architecte et le Magicien, Rougerie, coll. « La Porte ouverte », 1951
- Le Livre de l'architecture moderne, Robert Laffont, 1958
- Où vivrons-nous demain ?, Robert Laffont, 1963
- L'Urbanisme et la cité, Hachette, coll. « La nouvelle encyclopédie », 1964
- Les Visionnaires de l'architecture, Robert Laffont, 1965
- Paris, hier, aujourd'hui, demain, Hachette, coll. « La nouvelle encyclopédie », 1965
- Les Cités de l'avenir, Encyclopédie Planète, 66
- La Cité de l'an 2000, Casterman, 1968
- Esthétique de l'architecture contemporaine, Griffon, Neuchâtel, 1968
- Les Erreurs monumentales, Hachette, 1971
- Histoire mondiale de l'architecture et de l'urbanisme modernes, Casterman (3 tomes)
  - T1 : Idéologies et pionniers, 1800-1910, 1971
  - T2 : Pratiques et méthodes, 1911-1985, 1972
  - T3 : Prospective et futurologie, 1978
- L'Homme et les villes, Albin Michel, 1975
- L'architecture, le prince et la démocratie (Vers une démocratisation de l'architecture ?), Albin Michel, 1977
- L'espace de la mort : essai sur l'architecture, la décoration et l'urbanisme funéraire, Albin Michel, 1981 (réédition 2003)
- Claude Parent, monographie critique d'un architecte, Dunod, 1982
- L'Architecture des gares : naissance, apogée et déclin des gares de chemins de fer, éd. Denoël, Paris, 1984  (ISBN 2-207-23031-7)
- Goldberg : dans la ville - in the city, Paris Art Center, 1985
- Histoire mondiale de l'architecture et de l'urbanisme modernes (rééd. augmentée), Casterman, Paris, 1986  (ISBN 2-02-013290-7) (3 tomes)
- Histoire de l'architecture et de l'urbanisme modernes (3 tomes), coll. « Point Essais », Seuil, 1991
  - T1 : Idéologies et pionniers, 1800-1910
  - T2 : Naissance de la cité moderne, 1900-1940
  - T3 : De Brasilia au post-modernisme, 1940-1991
- C'est quoi, l'architecture ?, (dessins de Desclozeaux), coll. « Petit point », éd. du Seuil, 1991
- Zevaco (avec Henri Tastemain), éd. Cercle d'Art, 1999
- Paris, paysages (photos de Thierry Vallet, texte de Michel Ragon), éd. Siloe, 2008

### Dessins d'humour
- Le Dessin d'humour, Librairie Arthème Fayard, 1960
- Les Maîtres du dessin satirique, Pierre Horay, 1972
- Le Dessin d'humour, Histoire de la caricature et du dessin satirique en France, Seuil, coll. « Point-Virgule », 1992

### Monographies
- Jean-Michel Atlan, Bibliothèque de Cobra, Paris, 1950
- Ejler Bille, Bibliothèque de Cobra, Paris, 1950
- Poliakoff, Le Musée de poche, 1956
- Fautrier, Le Musée de poche, 1957
- Dubuffet, Le Musée de poche, 1958
- Martin Barré, Arnaud, 1960
- Jean-Michel Atlan, Kister, Genève, 1960
- Zoltan Kemeny, Le Griffon, Lausanne, 1960
- Introduction à la peinture de James Guitet, SMI, Paris, 1960
- Marino di Teana étude paru dans CIMAISE, art et architecture actuel, Paris, 1961
- James Guitet et le naturalisme abstrait, Jean-Robert Arnaud, 1962
- Jean-Michel Atlan, Georges Fall, Paris, 1962
- Pierre Soulages, Éditions Hazan, Paris, 1962
- Les rêveries de la matière (sur des gravures de James Guitet), 1965
- Alexander Calder, Hazan, Paris, 1967
- John-Franklin Koenig, éd. Arnaud, 1969
- Etienne-Martin, Ed de la Connaissance, Bruxelles, 1970
- James Guitet, les forces du silence, SMI, 1973 ?
- Marta Pan, SMI, 1974
- 54 mots-clés pour une lecture polyphonique d'Agam, Georges Fall, Paris, 1975
- Gustave Courbet, éd. de Vergennes, 1980
- Karel Appel, peinture 1937-1957, Galilée, coll. « Débats », 1988
- Karel Appel, de Cobra, à un art autre, 1948-1957, Galilée, Paris, 1988
- Jean-Michel Atlan, mon ami, 1948-1960, Galilée, 1989
- Jean Dubuffet, paysages du mental : Regards sur l'œuvre d'un philosophe, Skira-Galerie Jeanne Bucher, 1989
- Les ateliers de Soulages, Albin Michel, 1990, (réédition Albin Michel, Bibliothèque Idées, 2004 ?)
- Corneille toujours en route, GKM, Suède, 90
- Jean Dubuffet, Fall, Paris, 95
- Gérard Schneider, éd. Expressions contemporaines, 1998
- Pierre Soulages, peintures sur papier, Hazan,
- Picassiette (avec Massin), Hoebeke 2001
- Gustave Courbet, peintre de la liberté, Fayard, 2004

### Articles
Michel Ragon est l'auteur de très nombreux articles dans des revues (Cimaise, Le Jardin des arts, etc.), dans des ouvrages collectifs.
- « L'ami » (interview), in « Henry Poulaille », Itinéraire : une vie, une pensée, no 12, 1er semestre 1994, 92 p., « lire en ligne »

### Préfaces
Il est l'auteur de centaines de préfaces :
- à des rééditions d'écrivains prolétariens (Bernard Clavel, Henry Poulaille, Pierre Hamp, Emile Guillaumin, Marius Noguès, Jean Robinet, Constant Malva, Batisto Bonnet, Gaston Roupnel, Émile Baumann, Panaït Istrati, Jean L'Anselme…), ainsi qu'à des ouvrages tels que l'Anthologie de la chanson française de Marc Robine, la biographie de Henry Poulaille par Thierry Maricourt, ou Paroles de paysans (Guillaumin, Robinet, Nogues) ;
- à des catalogues d'expositions d'artistes (Marta Pan, James Guitet, Émile Gilioli, Jacques Doucet, Jacques Poli, Nicolas Schöffer, Jean Chevolleau, Jean-Pierre Raynaud, Victor Vasarely[18]…) ;
- à des recueils de dessins satiriques (Bosc, André François, Desclozeaux, Frans Masereel, L'Assiette au beurre…) ;
- à des ouvrages théoriques (« Yona Friedman », Dictionnaire des architectes-Encyclopædia Universalis…) ;
- à des ouvrages libertaires (Où vas-tu petit soldat ? À l'abattoir) ;
- à des ouvrages divers sur la Vendée et les Pays de Loire (Vendée, chouannerie, littérature[19], Les Pays de la Loire…).

### Autres
Michel Ragon a aussi été éditeur et directeur de 5 collections.

## Hommages
- Son ami François Nourissier, de l’Académie Goncourt, a écrit dans Le Figaro littéraire : « Si l’érudition de Ragon est immense, elle ne cesse d’être irriguée par le sang de la misère et de la vraie vie. »
- Michel Ragon fut le premier écrivain à inaugurer, en janvier 1997, le numéro un de la nouvelle revue littéraire de la région des Pays de la Loire, Encres de Loire.
- Le colloque de l'Institut national d'histoire de l'art, en juin 2010, « Michel Ragon critique d'art et d'architecture »[20] fit l'objet, en 2013, d'une publication[21], elle-même occasion de conversation[22] à la Cité de l'architecture et du patrimoine.
- L'exposition « Villes visionnaires-hommage à Michel Ragon » du FRAC Centre[23], en 2014-2015, rappelle son rôle en faveur de l'architecture expérimentale et de l'urbanisme « prospectif ».
- À Saint-Hilaire-de-Loulay, un collège porte son nom.

### Télévision
- Michel Ragon : « Georges & Louise », Radio-télévision belge de la Communauté française, Sonuma, 27 janvier 2000, « voir en ligne »
- Les Visionnaires, documentaire de Julien Donada, Petit à Petit Production, 2013